# Futurama Comics
Futurama Comics is een Amerikaanse stripserie uitgebracht door Bongo Comics, gebaseerd op de animatieserie Futurama.
De strip verschijnt om de twee maanden in de Verenigde Staten sinds november 2000, en werd enkel even onderbroken voor de cross-over met “The Simpsons”. Tussen 2003 en 2006, toen de productie voor de animatieserie en films werd stopgezet, was de stripserie het enige nieuwe Futuramamateriaal dat nog geproduceerd werd.

## Inhoud
In het jaar 3000 brengt de crew van de Planet Express koeriersdienst pakjes en lading naar vreemde en verre planeten. Daarnaast beleven ze de vreemdste avonturen op aarde. De hoofdpersonages zijn Philip J. Fry, een man uit de 20e eeuw die per ongeluk 1000 jaar werd ingevroren, de cycloop Turanga Leela, en de alcoholistische robot Bender.

## Formaat
Elk deel uit de serie bestaat uit ten minste één verhaal van 27 pagina’s. Vaak komen er een paar extra verhaaltjes in voor, evenals brieven en fantekeningen van lezers. Daarnaast bevat een strip soms advertenties voor futuristische producten, als parodie op de advertenties in andere strips.
Speciale edities van sommige delen worden ook afgedrukt. Zo is er een speciale versie van het eerste deel, met een goudkleurige achterkant in plaats van rood.
Net als andere series van Bongo Comics heeft elke strip een humoristische tekst op de cover zoals "Made In The USA! (Printed in Canada)". Deze teksten variëren vaak per verkoopplaats van de strip.

## Schrijven
De eerste 10 delen plus "Big Sweep", "Sideshow Fry", "Fry Me to the Moon", "More Than A Filling!" en "Rotten to the Core" werden geschreven door Eric Rogers, die ook meeschreef aan de televisieserie. De voor een Emmy genomineerde schrijver Patric M. Verrone schreef "The Cure for the Common Clod", "Six Characters in Search of a Story" en "Bender Breaks Out".

## Tekenwerk
De tekeningen komen goed overeen met die uit de animatieserie. Nieuwe tekenaars doen eerst een studie naar de personages. Meestal doet een tekenaar een maand over het tekenwerk voor een strip.
Tekenaars zijn onder andere James Lloyd, John Delaney, Tom King, Pam Cooke en Mike Kazaleh. Een strip wordt door een tekenaar getekend, met als uitzonderingen "Freaky Fry-day", dat voortkwam uit een samenwerking tussen twee tekenaars (Delaney en King) en "Twice Told Tales of Interest" (een samenwerking tussen Lloyd en Kazaleh).

## Variaties
Titan Magazines begon met het afdrukken van Futurama strips in het Verenigd Koninkrijk in 2002. Daar werd het eerste deel op 3 oktober verkocht. De Britse versie van de strip is groter en heeft een balk op de cover met daarin een preview van de strip. De inhoud is grotendeels gelijk aan de Amerikaanse versie, maar bevat meer fantekeningen en wedstrijden. Ook de volgorde waarin de verhalen verschijnen is in de Britse versie anders.
Tot aan deel 14 verscheen de Britse versie van Futurama Comics om de twee maanden. Van deel 15 t/m deel 44 verscheen de strip maandelijks, en sinds deel 45 weer om de twee maanden
In Australië verschenen de Futurama strips voor het eerst in 2002, in dezelfde productievolgorde als in de Verenigde Staten.